# Novell eDirectory
Novell eDirectory (tidigare kallad Novell Directory Services (NDS)) är en katalogtjänst kompatibel med X.500. Den introducerades 1993 av Novell Inc för att centralt hantera tillgång till resurser på flera servrar och datorer på ett nätverk. Katalogtjänsten används hos över 80% av företagen på Fortune 1000[när?][källa behövs] och konkurrerar med Microsofts Active Directory, Suns Java System Directory Server och Red Hats Fedora Directory Server.[källa behövs]
eDirectory är en hierarkisk, objektorienterad databas som representerar de olika objekten inom organisationen i en logisk trädstruktur. Objekten kan bestå av persondata, platser, servrar, arbetsstationer, mjukvara, skrivare, tjänster, grupper etc. Användningen av dynamiskt arv av rättigheter på både global och lokal nivå i trädet, ger möjlighet till en effektiv acceshantering. Katalogtjänsten eDirectory kan utgöra basen för en Metakatalog för att konsolidera katalogtjänster och användarkataloger i applikationer.
eDirectory kan anslutas via LDAP, XML, Directory Service Markup Language, SOAP, ODBC, JDBC, JNDI, EJB, Perl, ActiveX och ADSI och har testats med över en miljard objekt.

## Kompatibla operativsystem
- Windows 2000
- Windows Server 2003
- SUSE Linux Enterprise Server
- Red Hat Enterprise Linux
- Novell NetWare
- Sun Solaris
- AIX
- HP-UX